# Basilogeus striatopunctatus
Basilogeus striatopunctatus is een keversoort uit de familie bastaardsnuitkevers (Nemonychidae). De wetenschappelijke naam van de soort werd in 1926 gepubliceerd door Arthur Mills Lea.